# Effectifs de la Coupe du monde de rugby à XIII 2013
 (mars 2025).
Cet article présente les effectifs de la Coupe du monde de rugby à XIII 2013 des quatorze sélections qui disputent la compétition en Angleterre, au pays de Galles, en Irlande et en France du 26 octobre 2013 au 30 novembre 2013. Chaque équipe donne initialement une liste de vingt-quatre joueurs.

## Poule A

### Australie
Entraîneur:  Tim Sheens
| Joueur                      | Matcs | Points | Position         | Club                        |
| --------------------------- | ----- | ------ | ---------------- | --------------------------- |
| Billy Slater                | 1     | 4      | Arrière          | Melbourne Storm             |
| Darius Boyd                 | 1     | 4      | Arrière          | Newcastle Knights           |
| Jarryd Hayne                | 0     | 0      | Ailier           | Parramatta Eels             |
| Brett Morris                | 1     | 4      | Ailier           | St George Illawarra Dragons |
| Greg Inglis                 | 1     | 0      | Centre           | South Sydney Rabbitohs      |
| Michael Jennings            | 0     | 0      | Centre           | Sydney Roosters             |
| Josh Morris                 | 0     | 0      | Centre           | Canterbury Bulldogs         |
| Brent Tate                  | 1     | 0      | Centre           | North Queensland Cowboys    |
| Johnathan Thurston          | 1     | 12     | Demi d'ouverture | North Queensland Cowboys    |
| Daly Cherry-Evans           | 0     | 0      | Demi de mêlée    | Manly Sea Eagles            |
| Cooper Cronk                | 1     | 0      | Demi de mêlée    | Melbourne Storm             |
| Andrew Fifita               | 1     | 0      | Pilier           | Cronulla Sharks             |
| Nate Myles                  | 0     | 0      | Pilier           | Gold Coast Titans           |
| Josh Papalii                | 0     | 0      | Pilier           | Canberra Raiders            |
| Matt Scott                  | 1     | 0      | Pilier           | North Queensland Cowboys    |
| James Tamou                 | 1     | 0      | Pilier           | North Queensland Cowboys    |
| Cameron Smith (captaine)    | 1     | 0      | Talonneur        | Melbourne Storm             |
| Robbie Farah                | 1     | 0      | Talonneur        | Wests Tigers                |
| Greg Bird                   | 1     | 4      | Deuxième ligne   | Gold Coast Titans           |
| Boyd Cordner                | 0     | 0      | Deuxième ligne   | Sydney Roosters             |
| Luke Lewis                  | 1     | 0      | Deuxième ligne   | Cronulla Sharks             |
| Corey Parker                | 1     | 0      | Deuxième ligne   | Brisbane Broncos            |
| Sam Thaiday                 | 1     | 0      | Deuxième ligne   | Brisbane Broncos            |
| Paul Gallen (vice-captaine) | 1     | 0      | Troisième ligne  | Cronulla Sharks             |

### Angleterre
Entraîneur:  Steve McNamara
| Joueur                    | Matcs | Points | Position         | Club                   |
| ------------------------- | ----- | ------ | ---------------- | ---------------------- |
| Zak Hardaker              | 0     | 0      | Arrière          | Leeds Rhinos           |
| Sam Tomkins               | 1     | 0      | Arrière          | Wigan Warriors         |
| Tom Briscoe               | 0     | 0      | Ailier           | Hull FC                |
| Josh Charnley             | 1     | 4      | Ailier           | Wigan Warriors         |
| Ryan Hall                 | 1     | 4      | Ailier           | Leeds Rhinos           |
| Leroy Cudjoe              | 1     | 4      | Centre           | Huddersfield Giants    |
| Kallum Watkins            | 1     | 0      | Centre           | Leeds Rhinos           |
| Rangi Chase               | 1     | 0      | Demi d'ouverture | Castleford Tigers      |
| Kevin Sinfield (captaine) | 1     | 4      | Demi d'ouverture | Leeds Rhinos           |
| Gareth Widdop             | 1     | 0      | Demi d'ouverture | Melbourne Storm        |
| Rob Burrow                | 0     | 0      | Demi de mêlée    | Leeds Rhinos           |
| George Burgess            | 1     | 4      | Pilier           | South Sydney Rabbitohs |
| Sam Burgess               | 1     | 0      | Pilier           | South Sydney Rabbitohs |
| Thomas Burgess            | 1     | 0      | Pilier           | South Sydney Rabbitohs |
| James Graham              | 0     | 0      | Pilier           | Canterbury Bulldogs    |
| Christopher Hill          | 1     | 0      | Pilier           | Warrington Wolves      |
| Lee Mossop                | 1     | 0      | Pilier           | Wigan Warriors         |
| Michael McIlorum          | 0     | 0      | Talonneur        | Wigan Warriors         |
| James Roby                | 1     | 0      | Talonneur        | St Helens              |
| Carl Ablett               | 1     | 0      | Deuxième ligne   | Leeds Rhinos           |
| Liam Farrell              | 0     | 0      | Deuxième ligne   | Wigan Warriors         |
| Brett Ferres              | 1     | 0      | Deuxième ligne   | Huddersfield Giants    |
| Ben Westwood              | 1     | 0      | Deuxième ligne   | Warrington Wolves      |
| Sean O'Loughlin           | 0     | 0      | Troisième ligne  | Wigan Warriors         |

- Gareth Hock était initialement nommé dans la sélection mais est remplacé par Brett Ferres avant le tournoi[1].

### Fidji
Entraîneur:  Rick Stone
| Joueur                        | Matcs | Points | Position         | Club                     |
| ----------------------------- | ----- | ------ | ---------------- | ------------------------ |
| Kevin Naiqama                 | 1     | 4      | Arrière          | Newcastle Knights        |
| Marika Koroibete              | 1     | 0      | Ailier           | West Tigers              |
| Akuila Uate                   | 1     | 12     | Ailier           | Newcastle Knights        |
| Semi Radradra                 | 0     | 0      | Ailier           | Parramatta Eels          |
| Sisa Waqa                     | 1     | 0      | Ailier           | Melbourne Storm          |
| Ilisavani Jegesa              | 0     | 0      | Centre           | Nabua Broncos            |
| Daryl Millard                 | 0     | 0      | Centre           | Catalans Dragons         |
| Wes Naiqama                   | 1     | 8      | Centre           | Penrith Panthers         |
| Kaliova Nauqe Tani            | 0     | 0      | Demi d'ouverture | Fassifern Bombers        |
| Alipate Noilea                | 1     | 0      | Demi d'ouverture | Collegians Illawarra     |
| Ryan Millard                  | 0     | 0      | Demi d'ouverture | Burwood United           |
| Aaron Groom                   | 1     | 0      | Demi de mêlée    | North Sydney Bears       |
| Petero Civoniceva (capitaine) | 1     | 0      | Pilier           | Redcliffe Dolphins       |
| Kane Evans                    | 1     | 0      | Pilier           | Canterbury Bulldogs      |
| Ashton Sims                   | 1     | 0      | Pilier           | North Queensland Cowboys |
| Korbin Sims                   | 1     | 4      | Pilier           | Newcastle Knights        |
| Eloni Vunakece                | 1     | 0      | Pilier           | Toulouse Olympique       |
| Apisai Koroisau               | 1     | 0      | Talonneur        | South Sydney Rabbitohs   |
| James Storer                  | 1     | 0      | Talonneur        | Collegians Illawarra     |
| Tikiko Noke                   | 0     | 0      | Deuxième ligne   | Makoi Bulldogs           |
| Vitale Junior Roqica          | 1     | 0      | Deuxième ligne   | Cronulla Sharks          |
| Tariq Sims                    | 1     | 4      | Deuxième ligne   | North Queensland Cowboys |
| Jayson Bukuya                 | 1     | 0      | Troisième ligne  | Cronulla Sharks          |
| Peni Botiki                   | 0     | 0      | Troisième ligne  | Saru Dragons             |

- John Sutton était initialement nommé mais est remplacé par Ryan Millard avant le tournoi[3].

### Irlande
Entraîneur:  Mark Aston 
| Joueur                | Matcs | Points | Position         | Club                     |
| --------------------- | ----- | ------ | ---------------- | ------------------------ |
| Scott Grix            | 1     | 0      | Arrière          | Huddersfield Giants      |
| Damien Blanch         | 1     | 4      | Ailier           | Catalans Dragons         |
| Pat Richards          | 1     | 2      | Ailier           | Wigan Warriors           |
| Joshua Toole          | 0     | 0      | Ailier           | Mounties                 |
| Stuart Littler        | 1     | 0      | Centre           | Leigh Centurions         |
| James Mendeika        | 1     | 0      | Centre           | Warrington Wolves        |
| Marc Sneyd            | 0     | 0      | Demi d'ouverture | Salford Red Devils       |
| Liam Finn (capitaine) | 1     | 0      | Demi de mêlée    | Featherstone Rovers      |
| Apirana Pewhairangi   | 1     | 0      | Demi de mêlée    | Parramatta Eels          |
| Brett White           | 1     | 0      | Pilier           | Canberra Raiders         |
| Luke Ambler           | 0     | 0      | Pilier           | Halifax RLFC             |
| Matty Hadden          | 0     | 0      | Pilier           | Oxford Rugby League      |
| Eamon O'Carroll       | 1     | 0      | Pilier           | Widnes Vikings           |
| Anthony Mullally      | 1     | 0      | Pilier           | Huddersfield Giants      |
| Colton Roche          | 0     | 0      | Pilier           | Sheffield Eagles         |
| Bob Beswick           | 1     | 0      | Talonneur        | Halifax RLFC             |
| Rory Kostjasyn        | 1     | 0      | Talonneur        | North Queensland Cowboys |
| Simon Finnigan        | 0     | 0      | Deuxième ligne   | Leigh Centurions         |
| Dave Allen            | 1     | 0      | Deuxième ligne   | Widnes Vikings           |
| Tyrone McCarthy       | 1     | 4      | Deuxième ligne   | Warrington Wolves        |
| Kurt Haggerty         | 1     | 0      | Deuxième ligne   | Barrow Raiders           |
| Danny Bridge          | 0     | 0      | Deuxième ligne   | Warrington Wolves        |
| James Hasson          | 1     | 4      | Deuxième ligne   | Manly Sea Eagles         |
| Ben Currie            | 1     | 0      | Troisième ligne  | Warrington Wolves        |

- Simon Grix était initialement nommé dans la sélection mais se blesse, il est donc remplacé par Matty Hadden avant le tournoi[5].

## Poule B

### Nouvelle-Zélande
Entraîneur:  Stephen Kearney
| Joueur                        | Matcs | Points | Position         | Club                        |
| ----------------------------- | ----- | ------ | ---------------- | --------------------------- |
| Josh Hoffman                  | 1     | 4      | Arrière          | Brisbane Broncos            |
| Kevin Locke                   | 1     | 0      | Arrière          | New Zealand Warriors        |
| Jason Nightingale             | 1     | 0      | Ailier           | St George Illawarra Dragons |
| Roger Tuivasa-Sheck           | 2     | 8      | Ailier           | Sydney Roosters             |
| Manu Vatuvei                  | 1     | 12     | Ailier           | New Zealand Warriors        |
| Bryson Goodwin                | 2     | 4      | Centre           | South Sydney Rabbitohs      |
| Krisnan Inu                   | 1     | 4      | Centre           | Canterbury Bulldogs         |
| Dean Whare                    | 1     | 0      | Centre           | Penrith Panthers            |
| Kieran Foran (vice-capitaine) | 2     | 0      | Demi d'ouverture | Manly Sea Eagles            |
| Thomas Leuluai                | 0     | 0      | Demi d'ouverture | New Zealand Warriors        |
| Shaun Johnson                 | 2     | 34     | Demi de mêlée    | New Zealand Warriors        |
| Jesse Bromwich                | 1     | 0      | Pilier           | Melbourne Storm             |
| Sam Kasiano                   | 2     | 0      | Pilier           | Canterbury Bulldogs         |
| Sam Moa                       | 1     | 0      | Pilier           | Sydney Roosters             |
| Ben Matulino                  | 1     | 0      | Pilier           | New Zealand Warriors        |
| Jared Waerea-Hargreaves       | 2     | 0      | Pilier           | Sydney Roosters             |
| Isaac Luke                    | 2     | 4      | Talonneur        | South Sydney Rabbitohs      |
| Greg Eastwood                 | 1     | 4      | Deuxième ligne   | Canterbury Bulldogs         |
| Alex Glenn                    | 1     | 0      | Deuxième ligne   | Brisbane Broncos            |
| Simon Mannering (capitaine)   | 2     | 8      | Deuxième ligne   | New Zealand Warriors        |
| Frank Pritchard               | 2     | 0      | Deuxième ligne   | Canterbury Bulldogs         |
| Sonny Bill Williams           | 1     | 0      | Deuxième ligne   | Sydney Roosters             |
| Frank-Paul Nu'uausala         | 2     | 8      | Troisième ligne  | Sydney Roosters             |
| Elijah Taylor                 | 2     | 0      | Troisième ligne  | New Zealand Warriors        |

- Tohu Harris était initialement nommé dans la sélection mais est remplacé par Sonny Bill Williams avant le tournoi[7].

### Papouasie-Nouvelle-Guinée
Entraîneur:  Adrian Lam
| Joueur                     | Matcs | Points | Position         | Club                     |
| -------------------------- | ----- | ------ | ---------------- | ------------------------ |
| Josiah Abavu               | 1     | 4      | Arrière          | Port Moresby Vipers      |
| Wellington Albert          | 0     | 0      | Ailier           | Lae Bombers              |
| Nene MacDonald             | 1     | 4      | Ailier           | Sydney Roosters          |
| David Mead                 | 1     | 0      | Ailier           | Gold Coast Titans        |
| Richard Kambo              | 1     | 0      | Centre           | Port Moresby Vipers      |
| Jessie Joe Parker          | 1     | 0      | Centre           | Whitehaven RLFC          |
| Francis Paniu              | 0     | 0      | Centre           | Rabaul Gurias            |
| Jason Tali                 | 0     | 0      | Centre           | Mount Hagen Eagles       |
| Menzie Yere                | 1     | 0      | Centre           | Sheffield Eagles         |
| Dion Aiye                  | 1     | 0      | Demi d'ouverture | Rabaul Gurias            |
| Israel Eliab               | 1     | 0      | Demi d'ouverture | Port Moresby Vipers      |
| Ase Boas                   | 1     | 0      | Demi de mêlée    | Rabaul Gurias            |
| Roger Laka                 | 0     | 0      | Demi de mêlée    | Enga Mioks               |
| Ray Thompson               | 1     | 0      | Demi de mêlée    | North Queensland Cowboys |
| Joe Bruno                  | 0     | 0      | Pilier           | Rabaul Gurias            |
| Enoch Maki                 | 1     | 0      | Pilier           | Port Moresby Vipers      |
| Mark Mexico                | 1     | 0      | Pilier           | Rabaul Gurias            |
| Paul Aiton                 | 1     | 0      | Talonneur        | Wakefield Wildcats       |
| Charlie Wabo               | 1     | 0      | Talonneur        | Port Moresby Vipers      |
| Jason Chan                 | 1     | 0      | Deuxième ligne   | Huddersfield Giants      |
| Neville Costigan (captain) | 1     | 0      | Deuxième ligne   | Newcastle Knights        |
| Sebastien Pandia           | 0     | 0      | Deuxième ligne   | Port Moresby Vipers      |
| Larsen Marabe              | 1     | 0      | Troisième ligne  | Port Moresby Vipers      |

- James Segeyaro était initialement nommé dans la sélection mais blessé, il est remplacé par Joe Bruno[9].

### France
Entraîneur:  Richard Agar
À noter que  cette sélection, comme celle de la coupe du monde précédente comporte une forte ossature de joueurs des Dragons catalans.
En revanche, elle comporte, ce qui est nouveau, deux joueurs évoluant dans le championnat australien.
| Joueur                    | Matchs | Points | Position         | Club                     |
| ------------------------- | ------ | ------ | ---------------- | ------------------------ |
| Morgan Escaré             | 2      | 0      | Arrière          | Catalans Dragons         |
| Clint Greenshields        | 1      | 0      | Arrière          | North Queensland Cowboys |
| Damien Cardace            | 0      | 0      | Ailier           | Catalans Dragons         |
| Younes Khattabi           | 0      | 0      | Ailier           | AS Carcassonne           |
| Cyril Stacul              | 1      | 0      | Ailier           | FC Lézignan              |
| Frédéric Vaccari          | 2      | 0      | Ailier           | Catalans Dragons         |
| Vincent Duport            | 2      | 0      | Centre           | Catalans Dragons         |
| Jean-Philippe Baile       | 2      | 0      | Centre           | Catalans Dragons         |
| Thomas Bosc               | 2      | 8      | Demi d'ouverture | Catalans Dragons         |
| Tony Gigot                | 0      | 0      | Demi d'ouverture | Cronulla Sharks          |
| William Barthau           | 1      | 1      | Demi de mêlée    | Catalans Dragons         |
| Théo Fages                | 2      | 0      | Demi de mêlée    | Salford City Reds        |
| Rémi Casty                | 2      | 0      | Pilier           | Catalans Dragons         |
| Mickaël Simon             | 2      | 0      | Pilier           | Catalans Dragons         |
| Jamal Fakir               | 2      | 0      | Pilier           | Catalans Dragons         |
| Kane Bentley              | 1      | 0      | Talonneur        | Toulouse Olympique       |
| Eloi Pelissier            | 1      | 0      | Talonneur        | Catalans Dragons         |
| Andrew Bentley            | 1      | 0      | Deuxième ligne   | Toulouse Olympique       |
| Olivier Elima (capitaine) | 2      | 0      | Deuxième ligne   | Catalans Dragons         |
| Kevin Larroyer            | 2      | 0      | Deuxième ligne   | Catalans Dragons         |
| Antoni Maria              | 0      | 0      | Deuxième ligne   | Catalans Dragons         |
| Sébastien Raguin          | 2      | 0      | Deuxième ligne   | St Estève-XIII Catalan   |
| Benjamin Garcia           | 2      | 0      | Troisième ligne  | Catalans Dragons         |
| Grégory Mounis            | 2      | 0      | Troisième ligne  | Catalans Dragons         |

- Clément Soubeyras et Mathias Pala étaient initialement retenus mais sont remplacés sur blessure par Benjamin Garcia et Damien Cardace[11].

### Samoa
Entraîneur:  Matt Parish
| Joueur                       | Matcs | Points | Position         | Club                        |
| ---------------------------- | ----- | ------ | ---------------- | --------------------------- |
| Anthony Milford              | 1     | 4      | Arrière          | Canberra Raiders            |
| Daniel Vidot                 | 1     | 0      | Ailier           | St George Illawarra Dragons |
| Antonio Winterstein          | 1     | 4      | Ailier           | Brisbane Broncos            |
| Tim Lafai                    | 0     | 0      | Centre           | Canterbury Bulldogs         |
| Joseph "BJ" Leilua           | 1     | 4      | Centre           | Newcastle Knights           |
| Junior Sa'u                  | 1     | 0      | Centre           | Melbourne Storm             |
| Ben Roberts                  | 1     | 4      | Demi d'ouverture | Parramatta Eels             |
| Pita Godinet                 | 1     | 0      | Demi de mêlée    | New Zealand Warriors        |
| Penani Manumalealii          | 1     | 4      | Demi de mêlée    | Cronulla Sharks             |
| Mose Masoe                   | 1     | 0      | Pilier           | Penrith Panthers            |
| Suaia Matagi                 | 1     | 4      | Pilier           | New Zealand Warriors        |
| Junior Moors                 | 0     | 0      | Pilier           | Melbourne Storm             |
| Edward Purcell               | 0     | 0      | Pilier           | Mount Albert Lions          |
| Mark Taufua                  | 1     | 0      | Pilier           | Cronulla Sharks             |
| Michael Sio                  | 0     | 0      | Talonneur        | New Zealand Warriors        |
| Faleniu Iosi                 | 0     | 0      | Talonneur        | Letava Bulldogs             |
| Leeson Ah Mau                | 1     | 0      | Deuxième ligne   | St George Illawarra Dragons |
| David Fa’alogo               | 1     | 0      | Deuxième ligne   | Newcastle Knights           |
| Harrison Hansen (Capitaine)  | 0     | 0      | Deuxième ligne   | Wigan Warriors              |
| Sia Soliola (Vice-Capitaine) | 1     | 0      | Deuxième ligne   | St Helens                   |
| Sauaso Sue                   | 1     | 0      | Deuxième ligne   | Wests Tigers                |
| Frank Winterstein            | 1     | 0      | Deuxième ligne   | Widnes Vikings              |
| Reni Maitua                  | 1     | 0      | Troisième ligne  | Parramatta Eels             |
| Ionatana Tino                | 0     | 0      | Troisième ligne  | Apia Barracudas             |

- Roy Asotasi renonce pour raisons personnels et est remplacé par Junior Sa'u.
- Arden McCarthy, Masada Iosefa and Teofilo Lepou sont initialement appelés en sélection mais sur blessure, ils sont remplacés par Michael Sio, Frank Winterstein et Leeson Ah Mau

## Poule C

### Écosse
Entraîneur:  Steve McCormack
| Joueur                   | Matcs | Points | Position         | Club                     |
| ------------------------ | ----- | ------ | ---------------- | ------------------------ |
| Alex Hurst               | 1     | 0      | Arrière          | London Broncos           |
| Brett Carter             | 1     | 4      | Ailier           | Workington Town          |
| David Scott              | 0     | 0      | Ailier           | Featherstone Rovers      |
| Ben Hellewell            | 1     | 0      | Centre           | Featherstone Rovers      |
| Kane Linnett             | 1     | 0      | Centre           | North Queensland Cowboys |
| Matthew Russell          | 1     | 8      | Centre           | Gold Coast Titans        |
| Callum Phillips          | 0     | 0      | Demi d'ouverture | Workington Town          |
| Danny Brough (capitaine) | 1     | 10     | Demi de mêlée    | Huddersfield Giants      |
| Peter Wallace            | 1     | 0      | Demi de mêlée    | Brisbane Broncos         |
| Josh Barlow              | 0     | 0      | Pilier           | Swinton Lions            |
| Luke Douglas             | 1     | 0      | Pilier           | Gold Coast Titans        |
| Ben Kavanagh             | 1     | 0      | Pilier           | Widnes Vikings           |
| Brett Phillips           | 1     | 0      | Pilier           | Workington Town          |
| Mitchell Stringer        | 1     | 0      | Pilier           | Sheffield Eagles         |
| Adam Walker              | 1     | 0      | Pilier           | Hull KR                  |
| Oliver Wilkes            | 1     | 0      | Pilier           | Wakefield Wildcats       |
| Ben Fisher               | 1     | 4      | Talonneur        | London Broncos           |
| Andrew Henderson         | 0     | 0      | Talonneur        | Sheffield Eagles         |
| Ian Henderson            | 1     | 0      | Talonneur        | Catalans Dragons         |
| Sam Barlow               | 0     | 0      | Deuxième ligne   | Halifax RLFC             |
| Dale Ferguson            | 1     | 0      | Deuxième ligne   | Huddersfield Giants      |
| Alex Szostak             | 0     | 0      | Deuxième ligne   | Sheffield Eagles         |
| Danny Addy               | 1     | 0      | Troisième ligne  | Bradford Bulls           |
| Rhys Lovegrove           | 0     | 0      | Troisième ligne  | Hull KR                  |

- Gareth Moore et Jonathan Walker sont appelés mais sont remplacés sur blessure par Callum Phillips et Josh Barlow[13],[14].

### Tonga
Entraîneur:  Charlie Tonga ,
| Joueur               | Matcs | Points | Position         | Club                     |
| -------------------- | ----- | ------ | ---------------- | ------------------------ |
| Glen Fisi'iahi       | 1     | 4      | Arrière          | New Zealand Warriors     |
| Nesiasi Mataitonga   | 0     | 0      | Arrière          | Cronulla Sharks          |
| Sosaia Feki          | 1     | 0      | Ailier           | Cronulla Sharks          |
| Jorge Taufua         | 1     | 0      | Ailier           | Manly Sea Eagles         |
| Daniel Tupou         | 1     | 0      | Ailier           | Sydney Roosters          |
| Mahe Fonua           | 0     | 0      | Centre           | Melbourne Storm          |
| Konrad Hurrell       | 1     | 0      | Centre           | New Zealand Warriors     |
| Siuatonga Likiliki   | 0     | 0      | Centre           | Newcastle Knights        |
| Samisoni Langi       | 1     | 4      | Demi d'ouverture | Sydney Roosters          |
| Daniel Foster        | 1     | 0      | Demi de mêlée    | Penrith Panthers         |
| Brent Kite (captain) | 1     | 0      | Pilier           | Manly Sea Eagles         |
| Fuifui Moimoi        | 1     | 0      | Pilier           | Parramatta Eels          |
| Mickey Paea          | 1     | 0      | Pilier           | Hull KR                  |
| Ukuma Ta'ai          | 1     | 0      | Pilier           | Huddersfield Giants      |
| Siosaia Vave         | 0     | 0      | Pilier           | Melbourne Storm          |
| Siliva Havili        | 1     | 0      | Talonneur        | New Zealand Warriors     |
| Pat Politoni         | 0     | 0      | Talonneur        | Cronulla Sharks          |
| Nafe Seluini         | 1     | 4      | Talonneur        | Sydney Roosters          |
| Sydney Havea         | 0     | 0      | Deuxième ligne   | Liahona Old Boys         |
| Sika Manu            | 1     | 8      | Deuxième ligne   | Penrith Panthers         |
| Willie Manu          | 1     | 4      | Deuxième ligne   | St Helens                |
| Ben Murdoch-Masila   | 1     | 0      | Deuxième ligne   | Wests Tigers             |
| Jason Taumalolo      | 1     | 0      | Deuxième ligne   | North Queensland Cowboys |
| Peni Terepo          | 0     | 0      | Troisième ligne  | Parramatta Eels          |

### Italie
Entraîneur:  Carlo Napolitano
| Joueur                          | Matcs | Points | Position         | Club                      |
| ------------------------------- | ----- | ------ | ---------------- | ------------------------- |
| Anthony Minichiello (capitaine) | 1     | 0      | Arrière          | Sydney Roosters           |
| James Tedesco                   | 1     | 4      | Arrière          | Wests Tigers              |
| Fabrizio Ciaurro                | 0     | 0      | Arrière          | Tirreno                   |
| Josh Mantellato                 | 1     | 12     | Ailier           | Newcastle Knights         |
| James Saltonstall               | 0     | 0      | Centre           | Warrington Wolves         |
| Chris Centrone                  | 1     | 4      | Centre           | North Sydney Bears        |
| Christophe Calegari             | 0     | 0      | Centre           | FC Lézignan               |
| Ryan Ghetti                     | 1     | 0      | Demi d'ouverture | Northern Pride            |
| Ben Falcone                     | 1     | 0      | Demi de mêlée    | Souths Logan Magpies      |
| Tim Macann                      | 0     | 0      | Demi de mêlée    | Tweed Heads Seagulls      |
| Sam Gardel                      | 1     | 0      | Pilier           | Souths Logan Magpies      |
| Gavin Hiscox                    | 0     | 0      | Pilier           | Central Queensland Capras |
| Anthony Laffranchi              | 1     | 0      | Pilier           | St Helens                 |
| Kade Snowden                    | 0     | 0      | Pilier           | Newcastle Knights         |
| Paul Vaughan                    | 1     | 0      | Pilier           | Canberra Raiders          |
| Ray Nasso                       | 1     | 0      | Talonneur        | SO Avignon                |
| Dean Parata                     | 1     | 0      | Talonneur        | Parramatta Eels           |
| Cameron Ciraldo                 | 1     | 0      | Deuxième ligne   | Penrith Panthers          |
| Joel Riethmuller                | 1     | 0      | Deuxième ligne   | North Queensland Cowboys  |
| Ryan Tramonte                   | 1     | 0      | Deuxième ligne   | Windsor Wolves            |
| Aidan Guerra                    | 1     | 8      | Deuxième ligne   | Sydney Roosters           |
| Mark Minichiello                | 1     | 4      | Deuxième ligne   | Gold Coast Titans         |
| Gioele Celerino                 | 0     | 0      | Troisième ligne  | North West Roosters       |
| Brenden Santi                   | 1     | 0      | Troisième ligne  | Wests Tigers              |

- Terry Campese, Craig Gower et Vic Mauro sont initialement appelés en sélection mais sont remplacés sur blessure par Kade Snowden, Ray Nasso et Tim Macann[18].

## Poule D

### îles Cook
Entraîneur:  David Fairleigh,
| Joueur               | Matcs | Points | Position         | Club                 |
| -------------------- | ----- | ------ | ---------------- | -------------------- |
| Jordan Rapana        | 1     | 4      | Arrière          | Canberra Raiders     |
| Drury Low            | 1     | 4      | Ailier           | Canterbury Bulldogs  |
| Anthony Gelling      | 1     | 0      | Ailier           | Wigan Warriors       |
| Dominique Peyroux    | 1     | 4      | Ailier           | New Zealand Warriors |
| Keith Lulia          | 1     | 0      | Centre           | Bradford Bulls       |
| Lulia Lulia          | 1     | 4      | Centre           | Illawarra Cutters    |
| Rea Pittman          | 0     | 0      | Centre           | Cronulla Sharks      |
| Tyrone Viiga         | 0     | 0      | Centre           | Cronulla Sharks      |
| Johnathon Ford       | 0     | 0      | Demi d'ouverture | Toulouse Olympique   |
| Chris Taripo         | 0     | 0      | Demi d'ouverture | Newtown Jets         |
| Isaac John           | 1     | 0      | Demi de mêlée    | Penrith Panthers     |
| Hikule'o Malu        | 0     | 0      | Demi de mêlée    | New Zealand Warriors |
| Joe Matapuku         | 0     | 0      | Pilier           | North Sydney Bears   |
| Dylan Napa           | 1     | 0      | Pilier           | Sydney Roosters      |
| Adam Tangata         | 1     | 0      | Pilier           | Mount Pritchard      |
| Samuel Brunton       | 1     | 0      | Talonneur        | Mount Pritchard      |
| Daniel Fepuleai      | 1     | 0      | Talonneur        | North Sydney Bears   |
| Sam Mataora          | 1     | 0      | Deuxième ligne   | Canberra Raiders     |
| Tupou Sopoaga        | 1     | 0      | Deuxième ligne   | Cronulla Sharks      |
| Zeb Taia (Capitaine) | 1     | 0      | Deuxième ligne   | Catalans Dragons     |
| Brad Takairangi      | 1     | 4      | Deuxième ligne   | Gold Coast Titans    |
| Zane Tetevano        | 1     | 0      | Deuxième ligne   | Newcastle Knights    |
| Tinirau Arona        | 1     | 0      | Troisième ligne  | Newtown Jets         |

- Geoff Daniela est initialement retenu mais est remplacé sur blessure par Rea Pittman.

### États-Unis
Entraîneur:  Terry Matterson,,
| Joueur                   | Matcs | Points | Position         | Club                   |
| ------------------------ | ----- | ------ | ---------------- | ---------------------- |
| Kristian Freed           | 1     | 0      | Arrière          | Connecticut Wildcats   |
| Matt Petersen            | 1     | 4      | Ailier           | Cudgen Hornets         |
| Bureta Fariamo           | 1     | 4      | Ailier           | Mackay Cutters         |
| Taylor Welch             | 0     | 0      | Ailier           | New York Raiders       |
| Gabriel Farley           | 0     | 0      | Centre           | Southampton Dragons    |
| Mike Garvey              | 1     | 0      | Centre           | Ipswich Jets           |
| Lelauloto Tagaloa        | 1     | 0      | Centre           | Hawaii Chiefs          |
| Joseph Paulo (capitaine) | 1     | 12     | Demi d'ouverture | Parramatta Eels        |
| David Marando            | 0     | 0      | Demi de mêlée    | Belrose                |
| Craig Priestley          | 1     | 4      | Demi de mêlée    | Southampton Dragons    |
| Joel Luani               | 1     | 0      | Talonneur        | Wests Tigers           |
| Tui Samoa                | 1     | 4      | Talonneur        | Redcliffe Dolphins     |
| Stephen Howard           | 1     | 0      | Pilier           | Tuggeranong Vikings    |
| Judah Lavulo             | 0     | 0      | Pilier           | Cabramatta             |
| Mark Offerdahl           | 1     | 4      | Pilier           | Connecticut Wildcats   |
| Junior Paulo             | 1     | 0      | Pilier           | Parramatta Eels        |
| Les Soloai               | 1     | 0      | Pilier           | Utah Avalanche         |
| Roman Hifo               | 0     | 0      | Deuxième ligne   | Mangere East Hawks     |
| Clint Newton             | 1     | 0      | Deuxième ligne   | Penrith Panthers       |
| Eddy Pettybourne         | 1     | 0      | Deuxième ligne   | Wests Tigers           |
| Matt Shipway             | 1     | 0      | Deuxième ligne   | Newcastle South        |
| Danny Howard             | 1     | 0      | Troisième ligne  | Wentworthville Magpies |

- Luke Hume était initialement nommé dans la sélection mais blessé, il est remplacé par Taylor Welch avant le tournoi.
- Andrew Durutalo était initialement nommé dans la sélection mais blessé, il est remplacé par Eddy Pettybourne[24].
- Ryan McGoldrick était initialement nommé dans la sélection mais annule pour des raisons personnelles.
- Mark Cantoni était retenu mais se casse le bras avant le tournoi[25].

### pays de Galles
Entraîneur:  Iestyn Harris
| Joueur                    | Matcs | Points | Position         | Club                        |
| ------------------------- | ----- | ------ | ---------------- | --------------------------- |
| Elliot Kear               | 1     | 4      | Arrière          | Bradford Bulls              |
| Rhys Evans                | 1     | 0      | Ailier           | Warrington Wolves           |
| Rhys Williams             | 1     | 0      | Ailier           | Warrington Wolves           |
| Rob Massam                | 0     | 0      | Centre           | North Wales Crusaders       |
| Christiaan Roets          | 0     | 0      | Centre           | North Wales Crusaders       |
| Danny Jones               | 0     | 0      | Demi d'ouverture | Keighley Cougars            |
| Lloyd White               | 1     | 4      | Demi d'ouverture | Widnes Vikings              |
| Matt Seamark              | 1     | 0      | Demi de mêlée    | Wynnum Manly Seagulls       |
| Gil Dudson                | 1     | 0      | Pilier           | Wigan Warriors              |
| Jacob Emmitt              | 1     | 0      | Pilier           | Salford Red Devils          |
| Ben Evans                 | 1     | 4      | Pilier           | Bradford Bulls              |
| Dan Fleming               | 0     | 0      | Pilier           | Castleford Tigers           |
| Ben Flower                | 1     | 0      | Pilier           | Wigan Warriors              |
| Jordan James              | 1     | 0      | Pilier           | Salford Red Devils          |
| Craig Kopczak (capitaine) | 1     | 0      | Pilier           | Huddersfield Giants         |
| Neil Budworth             | 1     | 0      | Talonneur        | Moranbah Miners             |
| Ian Webster               | 1     | 0      | Talonneur        | Central Queensland Capras   |
| Ross Divorty              | 0     | 0      | Deuxième ligne   | York City Knights           |
| Tyson Frizell             | 1     | 0      | Deuxième ligne   | St George Illawarra Dragons |
| James Geurtjens           | 0     | 0      | Deuxième ligne   | Norths Devils               |
| Rhodri Lloyd              | 1     | 4      | Deuxième ligne   | Wigan Warriors              |
| Larne Patrick             | 1     | 0      | Deuxième ligne   | Huddersfield Giants         |
| Anthony Walker            | 0     | 0      | Deuxième ligne   | St Helens                   |
| Peter Lupton              | 1     | 0      | Troisième ligne  | Workington Town             |